# Castine (Ohio)
Castine è un villaggio degli Stati Uniti d'America, situato nello stato dell'Ohio, nella contea di Darke.